# Shot of Love
| Recensione           | Giudizio |
| -------------------- | -------- |
| AllMusic             |          |
| Robert Christgau     | B-       |
| Rolling Stone        |          |
| Entertainment Weekly | B-       |
| Piero Scaruffi       | [ 1 ]    |
| Ondarock             | [ 2 ]    |

Shot of Love è il ventunesimo album in studio di Bob Dylan, pubblicato nell'agosto del 1981.

## Descrizione
È generalmente considerato l'ultimo album di Dylan a carattere apertamente religioso. Inoltre, è stato il primo inciso durante il suo periodo di conversione al Cristianesimo a concentrarsi su temi contemporanei, dalle canzoni d'amore a un'ode al deceduto comico Lenny Bruce. Gli arrangiamenti sono più radicati nel rock and roll e meno nel gospel rispetto ai due precedenti album di Dylan.
All'epoca della sua pubblicazione, Shot of Love ricevette critiche contrastanti; Paul Nelson di Rolling Stone, in particolare, criticò selvaggiamente l'album, ad eccezione dell'ultima traccia, Every Grain of Sand. Il disco, nonostante raggiungesse la posizione numero 6 nel Regno Unito, continuò il declino commerciale di Dylan negli Stati Uniti, raggiungendo solamente la posizione numero 33 durante una breve permanenza in classifica. Al contrario, Bono della band irlandese degli U2 descrisse Shot of Love come uno dei suoi album preferiti, particolarmente per l'abilità nel canto di Dylan.

### Registrazione
Le prime sedute di registrazione per l'album si tennero nel settembre 1980 nei Rundown Studios di Santa Monica, California, sotto la supervisione dell'anziano produttore Robert "Bumps" Blackwell che, però, presto dovette abbandonare il progetto per motivi di salute. In seguito le sessioni si spostarono nel Clover Studios di Hollywood, con Chuck Plotkin in veste di nuovo produttore esecutivo, e si protrassero fino al maggio 1981. Dylan si avvalse del consueto apporto di musicisti di spicco e veterani degli studi come Jim Keltner, Fred Tackett, Tim Drummond, Danny Kortchmar, Donald "Duck" Dunn, Steve Douglas, Ron Wood, Benmont Tench e, anche Ringo Starr che partecipò ad una sola seduta dove suonò la batteria nel brano Heart of Mine. A parte questi musicisti, Dylan continuò ad avvalersi anche della presenza di varie coriste, questa volta Carolyn Dennis, Madelyn Quebec, Regina McCrory e Clydie King. Nel processo di selezione dei brani da includere sul disco, rimasero fuori canzoni di livello come Angelina, Need a Woman, Caribbean Wind e la recuperata in seguito The Groom's Still Waiting at the Altar, inspiegabilmente scartate dallo stesso Dylan. A posteriori, queste esclusioni furono oggetto di pesanti critiche da parte della stampa specializzata, convinta che l'inclusione delle stesse, avrebbe dato al disco tutt'altro spessore.
Invece Dylan ha sempre parlato bene di Shot of Love, nel 1983 arrivò a definirlo "il suo album preferito" e ad indicare il brano omonimo come "una canzone perfetta".
Durante le fasi di registrazione del disco, Dylan rimase molto scosso dal concomitante omicidio di John Lennon, avvenuto l'8 dicembre 1980 per mano di un suo folle fan. Il musicista divenne paranoico, rafforzò la sua security personale, e arrivò persino a regalare al bassista Tim Drummond un giubbotto antiproiettile.

### Descrizione dei brani
A differenza dei due precedenti album di Dylan (Slow Train Coming e Saved), Shot of Love include meno canzoni di carattere prettamente religioso ed evangelico, in favore di una maggiore varietà d'argomenti.

#### Shot of Love
La title track del disco, Shot of Love, si situa nel mezzo, contenendo ancora qualche riferimento di carattere spirituale mitigato però da un sentimento di condanna dell'abuso della "fede" come via di fuga dalla realtà. Alcuni critici hanno ipotizzato che l'amore ("love") del quale il narratore dichiara di avere bisogno una dose ("shot of") sia l'agàpe, e cioè amore disinteressato, fraterno, smisurato; e che il tema della canzone, come in Watered-Down Love, sia da ricercarsi nella biblica Prima lettera ai Corinzi. Il tredicesimo capitolo dell'opera tratta di come tutti i doni di Dio siano inutili senza l'amore di Dio verso gli esseri viventi: 
(Paolo di Tarso)
Ogni verso (eccetto il primo presente nell'introduzione della canzone) è una rielaborazione di qualche versetto del Nuovo Testamento sull'amore di Dio.
«Lo scopo della musica è quello di elevare ed ispirare lo spirito delle persone» disse Dylan nel corso di una intervista del 1983 con NME. «Tutti quelli interessati a dove sia adesso Bob Dylan, dovrebbero ascoltare Shot of Love. È la mia canzone più perfetta. Mi rappresenta spiritualmente, musicalmente, romanticamente, e in qualsiasi altro senso». Prodotta da Bumps Blackwell, è l'unica traccia sul disco prodotta dall'anziano produttore che poi abbandona le sessioni a causa di problemi di salute.

#### Heart of Mine
La seconda traccia presente su Shot of Love, si situa, ancora, a metà tra tematiche religiose e non. Brano in stile Tex-Mex, Heart of Mine è una canzone d'amore, la prima di Dylan in diversi anni, ma si basa su un verso della Bibbia che recita "Il cuore è ingannevole più di ogni altra cosa, e insanabilmente maligno; chi potrà mai conoscerlo?" (Geremia 17:9).
Il brano era stato già completato per l'inclusione su disco quando Dylan decise di riregistrarlo da capo con Ronnie Wood e Ringo Starr come ospiti. In una intervista del 1984, Dylan ammise che Heart of Mine venne provata in "parecchie versioni diverse", ma che alla fine scelse una versione particolarmente funky all'inizio scartata, proprio perché vi suonavano Wood e Starr.

#### Property of Jesus
Continuando l'evangelismo di Slow Train Coming e Saved, la satirica Property of Jesus è un altro di quei brani "invettiva" scritti da Dylan, diretto questa volta ai non credenti che irridono la fede cristiana.

#### Lenny Bruce
La quarta traccia, Lenny Bruce, è dedicata al sovversivo attore comico ebreo. Influente intrattenitore dotato di una parlantina veloce e sciolta, Bruce faceva spesso ricorso al turpiloquio e a un linguaggio definito osceno e provocatorio dalla morale dell'epoca (primi anni sessanta) che lo portarono a dover subire numerosi arresti e processi. Lenny Bruce morì a causa di una overdose di droga nel 1966.
Spesso descritta come un "omaggio bizzarro", la canzone dipinge Lenny Bruce come una sorta di romantico martire fuorilegge, sebbene la caratterizzazione del personaggio di Bruce fatta da Dylan sia stata descritta come peculiare e non descrittiva fino in fondo. Quando il DJ Dave Herman, molti anni dopo, chiese a Dylan perché avesse scelto di scrivere una canzone dedicata a Lenny Bruce, egli rispose: «Sai, non ne ho proprio idea! Scrissi quella canzone in cinque minuti! Pensavo che fosse molto strano il modo nel quale, dopo che lui morì, la gente ne fece un "eroe". Quando era in vita non gli diedero mai tregua. E certamente oggigiorno, la sua comicità non desta più scandalo, ma lui faceva quelle cose molti anni prima degli altri, le parolacce e tutto il resto, e forse qualcuno non ha ben capito, che se oggi può permettersi di fare quello che fa, lo deve proprio a lui».

#### Watered-Down Love
Watered-Down Love è la versione di Dylan del tredicesimo capitolo della Prima Lettera ai Corinzi, descrivendo "la purezza dell'amore", e lamentando di come molta gente non voglia l'amore puro, ma altre forme di amore più seducenti.

#### Dead Man, Dead Man
Brano in stile reggae, Dead Man, Dead Man è un altro brano evangelico con riferimenti biblici. Il critico rock Greil Marcus lo descrisse come una "partita a poker" con il diavolo, dove è Satana a perdere la partita.

#### In the Summertime
In the Summertime è forse il brano più rilassato e soft dell'album. Persino Paul Nelson di Rolling Stone, molto critico nei confronti del resto del disco, concesse al brano di possedere un andamento amabile e coinvolgente con un'ottima parte di armonica a bocca suonata da Dylan.

#### Trouble
Trouble è una classica canzone blues, dove vengono lamentate le tribolazioni quotidiane della condizione umana su questa Terra.

#### Every Grain of Sand
Tim Riley descrisse Every Grain of Sand come una sorta di inno/preghiera che si innalza fino a raggiungere i livelli di Blowin' in the Wind, una canzone destinata a durare nel tempo. Sempre a proposito della canzone, Il critico rock Milo Miles scrisse: "Questa è l'unica canzone di Dylan in dieci anni... nella quale egli esamini il paradosso della cultura pop (secondo il quale le star devono credere in ideali più grandi di loro stessi) in modo più esplicito rispetto a qualunque altro artista". Quando Bruce Springsteen introdusse Dylan nella Rock and Roll Hall of Fame il 20 gennaio 1988, citò Every Grain of Sand come perfetto esempio di uno dei più grandi capolavori del cantautore.

## Tracce
- Tutte le canzoni sono di Bob Dylan.

Lato 1
1. Shot of Love – 4:18
2. Heart of Mine – 4:29
3. Property of Jesus – 4:33
4. Lenny Bruce – 4:32
5. Watered Down Love – 4:10

Lato 2
1. The Groom's Still Waiting at the Altar – 4:04
2. Dead Man, Dead Man – 3:58
3. In the Summertime – 3:34
4. Trouble – 4:32
5. Every Grain of Sand – 6:12

- The Groom's Still Waiting at the Altar, pubblicata originariamente come lato B del singolo Heart of Mine e inclusa nella sola versione cassetta di Shot of Love, è stata aggiunta alla scaletta ufficiale dell'album nel 1985 (sempre come prima traccia del lato B nella versione LP, ovvero come traccia numero 6 della tracklist complessiva), rimanendo quindi presente in tutte le successive ristampe del titolo.

## Formazione
- Bob Dylan – chitarra, armonica, percussioni, pianoforte, tastiere, voce, produzione
- Steve Douglas – sassofono
- Tim Drummond – basso
- Donald "Duck" Dunn – basso
- Jim Keltner – batteria
- Carl Pickhardt – pianoforte
- Chuck Plotkin – produzione
- Toby Scott – ingegnere del suono
- William D. "Smitty" Smith – organo
- Ringo Starr – batteria, tom-tom
- Benmont Tench – tastiere